# Topónimos árabes em Portugal
Esta página contém alguns caracteres especiais e é possível que a impressão não corresponda ao artigo original.
Esta é uma lista de nomes de cidades, vilas e freguesias portuguesas como foram conhecidas historicamente em árabe durante o período de ocupação Moura (sendo que nalgumas situações o nome actual deriva directamente do topónimo árabe).
| Povoação portuguesa                       | Nome árabe | Tradução |
| ----------------------------------------- | --- | --- |
| Abrantes                                  | | |
| Alandroal                                 | | Da planta Loendro |
| Albarraque                                | | |
| Albufeira                                 | al-Buħayra ( البحيرة ) | Castelo do mar ou a lagoa deriva de Baltum |
| Alburitel                                 | | |
| Alcabideche                               | al-Qibdhaq | |
| Alcácer do Sal                            | al-Qasr-al-Baja ou al-Qasr abu Danis (قصر أبي دانس) | Do arábe qasr fortaleza |
| Alcáçovas                                 | al-Qasba ( قصبة) | a fortificação, cidadela e também cana |
| Alcafache                                 | | |
| Alcafozes                                 | | |
| Alcains                                   | al-Kanisa | a igreja |
| Alcanede                                  | | |
| Alcanena                                  | | |
| Alcântara                                 | al-Qantara | a ponte |
| Alcantarilha                              | diminutivo de al-Qantara | a pequena ponte |
| Alcaria                                   | al-Qariya | a vila |
| Alcobaça                                  | al-Qubasha | De origem incerta pode vir tanto de carneiro em árabe ou pode derivar do latim Helicobatia |
| Alcobertas                                | | |
| Alcochete                                 | alcoxa | forno |
| Alcoentre                                 | | |
| Alcofra                                   | | |
| Alcoitão                                  | | |
| Alcongosta                                | | |
| Alcorochel                                | | |
| Alcôrrego                                 | | |
| Alcôrrego                                 | | |
| Alfama                                    | al-Hamma | fonte, lugar de banhos |
| Alfarelos                                 | | |
| Alfarrobeira                              | | |
| Alfeizerão                                | al-fezeran | a cana |
| Alfena                                    | | |
| Alferce                                   | Al-Fahs (cf. Rei, António, 2005) | |
| Alferrarede                               | | |
| Alfornelos                                | | |
| Algarve                                   | al-Gharb | o ocidente |
| Algés                                     | al-Jaysh (الجيش) | o exército |
| Algeriz e Santa Lucrécia de Algeriz       | | Nem todos os nomes começando por Al são de origem arábe, por exemplo Algeriz, nome do Norte de Portugal, de origem sueva de Harjis: Exército |
| Algoz                                     | al-Ghuz (ﺰ‎ﻐ‎ﻠ‎ا ) | |
| Algueirão                                 | al-Gar | a gruta ou a caverna |
| Alhandra                                  | al-Hamma | fonte, lugar de banhos |
| Aljazede                                  | | |
| Aljezur                                   | al-Jazirah (ﺮ‎ﺰ‎ﺠ‎ﻠ‎ا) | ilha, península |
| Aljustrel                                 | al-Lustr | |
| Aljubarrota                               | | |
| Almacave                                  | al-Makaber (المقابر) | cemitérios |
| Almaceda                                  | | |
| Almada                                    | Hisn al-Madin (حصن المعدن) | literalmente castelo [hisn] da cidade [al-Madin] |
| Almancil                                  | | A hospedeira |
| Almargem do Bispo                         | al-Marje | o prado |
| Almagreira                                | | |
| Almeirim                                  | al-Mairim (talvez um antropónimo) | |
| Almendra                                  | | |
| Almendres                                 | | |
| Almodôvar                                 | al-Mudawwar (المدوّر) | |
| Almofala                                  | | |
| Almoster                                  | | al-Monasterium (contracção do artigo definido árabe al- com o substantivo latino monasterium) |
| Alpalhão                                  | | |
| Alpiarça                                  | | |
| Alqueva                                   | | |
| Alqueidão                                 | al-Qaiatun ou hajar alkulus (حجر الكلس) | tenda; passagem estreira ou pedra calcária |
| Alvados                                   | | |
| Alvaiázere                                | al-Baiaq | o falcoeiro |
| Alvalade                                  | al-Balat | Vem do latim Palatiu: Palácio, com influência de al-Balat: Zona plana, e designa uma residência senhorial |
| Alvelos                                   | | |
| Alvendre                                  | | |
| Alverca                                   | al-Birka ou al-Borka | o pântano |
| Alviobeira                                | | |
| Alvito                                    | | |
| Alvite                                    | | |
| Alvites                                   | | |
| Alviela                                   | | |
| Alvoco da Serra                           | | |
| Alvor                                     | Alber | O poço |
| Alvorge                                   | al-burj, (البرج) | a torre |
| Alvorninha                                | | |
| Arrábida                                  | | |
| Assumar                                   | | O junco, lugar onde há junco, junqueira |
| Atianha                                   | | |
| Azeitão                                   | az-Zayt (الزيت) | azeite |
| Azinhaga                                  | | |
| Beja                                      | al-Bajah az-Zayt (باجة الزيت) | do latim Pace |
| Bensafrim                                 | | |
| Benfica                                   | | |
| Bobadela                                  | abu 'Abd Allah (أبو عبد الله) | filho do servo de Allah |
| Cacela                                    | Hisn-Qastalla | Do latim Castellu pela palavra arábe qastallâ |
| Cacém / Santiago do Cacém                 | al-Qashim | divisão |
| Caia                                      | al-Qaya | |
| Caneças                                   | al-Kanisa | igreja |
| Castro Marim                              | al-Qasruh | Do latim Castrum |
| Coimbra                                   | al-Qulumriyya (قلمريّة), ou mais raramente Kuwīmbrā (كويمبرا)                                                                                             | |
| Elvas                                     | al-Bash | |
| Évora                                     | al-Yabura (يابرة) | |
| Façalamim, actualmente Santiago da Guarda | | O nome anterior, muçulmano, significa "Foice do Amim". |
| Faro                                      | al-Farun ou al-Harun (فارو), al-Uqshunuba [Ossónoba] (أخشونبة), Shantamariyyat al-Gharb (Santa Maria do Ocidente/Santa Maria do Algarve) (شنتمريّة الغرب) | |
| Fátima                                    | al-Fatimah (فاطمة) | Fátima (filha de Maomé) |
| Idanha                                    | al-Antaniya | |
| Juromenha                                 | al-Julumaniya | |
| Lagos                                     | al-Zawiya | |
| Lezíria                                   | al-Jazirah (ﺮ‎ﺰ‎ﺠ‎ﻠ‎ا) | ilha, península |
| Lisboa                                    | al-Ushbuna (الأشبونة) raramente al-Lishbuna (لشبونة) | De Olisipo designação pré-romana de "Lisboa" |
| Loulé                                     | al-'Ulyâ (ﺎ‎ﻴ‎ﻠ‎ﻌ‎ﻟ‎ﺍ‎) | |
| Marachique                                | Marajiq | |
| Marvão                                    | Maruan (مروان), de ibne Maruane | |
| Massamá                                   | al-Massamah | que está no alto; lugar onde se toma boa água |
| Mértola                                   | al-Martulah (مارتلة) | Antiga Mírtilis Júlia romana, seu nome vem da murta |
| Messejana                                 | al-Masjana | cárcere, prisão |
| Monsanto                                  | Munt Shiyun | do latim Mons Sanctus |
| Monsaraz                                  | Munt Sharish | O topónimo está ligado a este último domínio [árabe-berbere], uma vez que, em Português, a palavra xarez (ou xerez) deriva do árabe saris (ou sharish), designando a vegetação de estevas (xaras), então abundante às margens do rio Guadiana. O topónimo Monsaraz, desse modo, evoluiu de monte Xarez (ou Xaraz)", cf. Castelo de Monsaraz. |
| Moscavide                                 | al-Masqba | Sementeiras |
| Moura                                     | al-Manijah ou al-Maura | |
| Odeceixe                                  | | do arábe Wadi: Rio, e do latim Saxu: pequena pedra/rocha |
| Odeleite                                  | wadi-Lait | do arábe Wadi: Rio, e do latim Lacte: Leite |
| Odemira                                   | al-Uadhra | De Wadi curso de água e Mira nome germânico |
| Odiáxere                                  | | |
| Odivelas                                  | wadi-Bala'a | |
| Olhão                                     | al-Hain | |
| Oriola                                    | Uryūlâ (أريولة), Ūryūlâ (أوريولة) | |
| Paderne                                   | Bantar (ﺮ‎ﻄ‎ﻨ‎ﺑ‎) | |
| Palmela                                   | Balmallah , بسملة | em nome de Allah |
| Porches                                   | al-burj, (البرج) | a torre |
| Portimão                                  | | Resulta da forma árabe, do latim Portus magnus que deu Portumanho |
| Porto                                     | Burtuqal (برتقال), ou mais raramente, Ūbūrtū (أوبورتو)                                                                                                   | De origem latina: Portus |
| Queluz                                    | Qâlluz | vale da amendoeira |
| Ribeira de Alcalamouque                   | | |
| Sacavém                                   | aš-Šaqaban (شقبان) | |
| Sagres                                    | Saqris | |
| Santa Iria de Azóia                       | al-Zawiya (الزاوية) [al-Taytal] | |
| Santarém                                  | as-Shantariyn ou Santaryn (شنترين) | Nome não árabe: cidade de Santa Iria / Santa Irene |
| São Brás de Alportel                      | Šanbras (ﺲ‎ﺮ‎ﺒ‎ﻨ‎ﺷ‎) | Do latim Portellu diminutivo de Portu: Passagem, abertura |
| São Miguel de Alcainça                    | al-Kanisa | igreja |
| Segura                                    | Šaqūrâ (شقورة) | |
| Serpa                                     | Shirba | |
| Setúbal                                   | xeTubr | Resulta da forma árabe do nome de origem pré romana, de Cetobriga, 'cidade dos Cetos'. |
| Silves                                    | as-Shilb (شلب) | |
| Sintra                                    | as-Shantara | |
| Talasnas                                  | | Santuário |
| Tavira                                    | at-Tabira | |
| Terena                                    | at-Talanna | |
| Tunes                                     | at-Tunis (تونس) | |
| Vila Franca de Xira                       | as-Shirush | |

Regiões:
- al-Gharb al-Andalus , o ocidente (garb) da Península Ibérica (andalus). Deu origem aos nomes do Algarve e Andaluzia.

Rios:
- al-Uadi-Ana, Rio Anas de (Wadi=Rio em Árabe): Odiana / Guadiana e Ana nome ibérico de rio[1]
- al-Uadi-Taghr, Rio Tejo do latim Tagu[1]
- Rio Zêzere[2]